# Montbron
Montbron [mɔ̃bʁɔ̃] (okzitanisch Montberol) ist eine französische Stadt und Gemeinde mit 1995 Einwohnern (Stand 1. Januar 2022) im Département Charente in der Region Nouvelle-Aquitaine. Sie gehört zum Arrondissement Angoulême und zum Kanton Val de Tardoire. Zuständiger Gemeindeverband ist die Communauté de communes La Rochefoucauld-Porte du Périgord. Die Einwohner werden Montbronnais bzw. Montbronnaises genannt.

## Etymologie
Montbron hieß in latinisierter Namensform zwischen 1030 und 1044 Monte Berulfo, 1168 Monte Berulfi und im 13. Jahrhundert Monte Berulphi. Auf der Carte de Cassini trägt die Kleinstadt im 18. Jahrhundert den Namen Mont Beron. Der Ursprung dieser Bezeichnungen dürfte auf das Lateinische mons (Berg, Hügel) und einem fränkischen oder germanischen Personennamen Berulf zurückgehen.

## Geographie
Montbron ist eine Grenzgemeinde zum Département Dordogne und wird von folgenden zehn Gemeinden umgeben:
| Orgedeuil                | Mazerolles                                  | Rouzède                                         |
| Vouthon und Saint-Sornin | Kompassrose, die auf Nachbargemeinden zeigt | Écuras                                          |
| Marthon                  | Feuillade                                   | Eymouthiers (Charente) und Varaignes (Dordogne) |

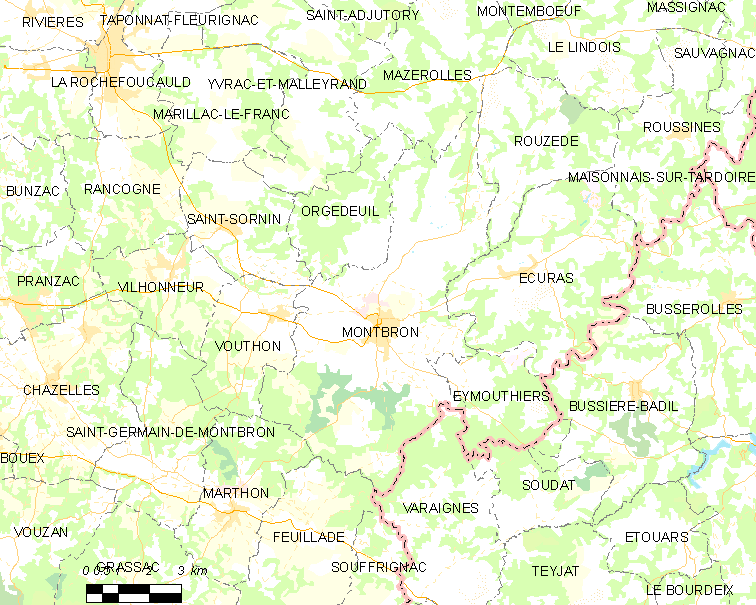
Lagekarte der Gemeinde Montbron

Montbron ist mit 43,34 Quadratkilometer eine sehr große Gemeinde und besitzt zahlreiche verstreut liegende Weiler, Einzelhöfe und Schlösser: Baschaloup, Bois Bénit, Boucu, Brugéras, Châtenet, Château de Chabrot, Château de Ferrières, Château Marendat, Château Menet, Château Montgaudier, Chez Boisse, Chez Boudoire, Chez Bournet, Chez Briquet, Chez Bruchet, Chez Clergeau, Chez Joubert, Chez l’Houmy, Chez Linlaud, Chez Maridou, Chez Marvaud, Chez Pellet, Chez Persavaud, Chez Rousseau, Chez Rouys, Chez Valette, Chez Vincent, Courrièras, Courtillas, Ferdinas, Grignol, Gros Martial, Jammet de Rivaud, L’Abeille, Labiment, La Boulogne, Labrousse, La Chabée, La Côte, La Croix, La Forge, La Grande Pouge, La Pouge, Lavaud, La Vue, Le Bourny, Le Fraisse, Le Gros Chêne, Le Jarissou, Le Maine Gontier, Le Maury, Le Ménieux, Le Mûrier, Léonat, Le Panisson, Le Pinier, Les Borderies, Les Bouquets, Les Brouex, Les Brousses, Les Chaillauds, Les Chaises, Les Coreix, Les Coudraudes, Les Montis, Les Nougeroux, Les Petits Bos, Les Quériats, Neuville, Nouveaux, Puybon, Puydou, Sainte-Catherine und Vergnas.
Montbron liegt rund 27 Kilometer östlich von Angoulême – 3 Kilometer nordwestlich des Départements Dordogne und 11 Kilometer südwestlich des Départements Haute-Vienne. Bis nach der Kantonstadt La Rochefoucauld im Nordwesten sind es 12 Kilometer, nach Nontron im Südosten 20 Kilometer, nach Confolens im Nordnordosten 41 Kilometer, nach Périgueux im Südsüdosten 56 Kilometer und nach Limoges im Nordosten 62 Kilometer (alle Angaben in Luftlinie).
Der Ort befindet sich an den westlichen Ausläufern des Limousins und des Zentralmassivs am Rande des Regionalen Naturparks Périgord-Limousin. Der höchste Punkt der Gemeinde mit 287 Meter Meerhöhe befindet sich entlang der D 16 auf der Südabdachung des Massif de l’Arbre (Gemeindegrenze zu Mazerolles und Rouzède). Der tiefste Punkt mit 95 Meter situiert sich an der Tardoire an der Westgrenze.

### Verkehrsanbindung
Wichtige Verkehrsverbindungen sind die D 699 von Angoulême nach Limoges über Montbron und Saint-Mathieu, die D 16 von Confolens nach Montmoreau-Saint-Cybard über La Péruse, Montbron, Marthon und Villebois-Lavalette und die D 6 von Mansle nach Piégut-Pluviers über La Rochefoucauld und Montbron (die D 6 wird im Département Dordogne als D 91 ausgewiesen).

### Bodenbedeckung

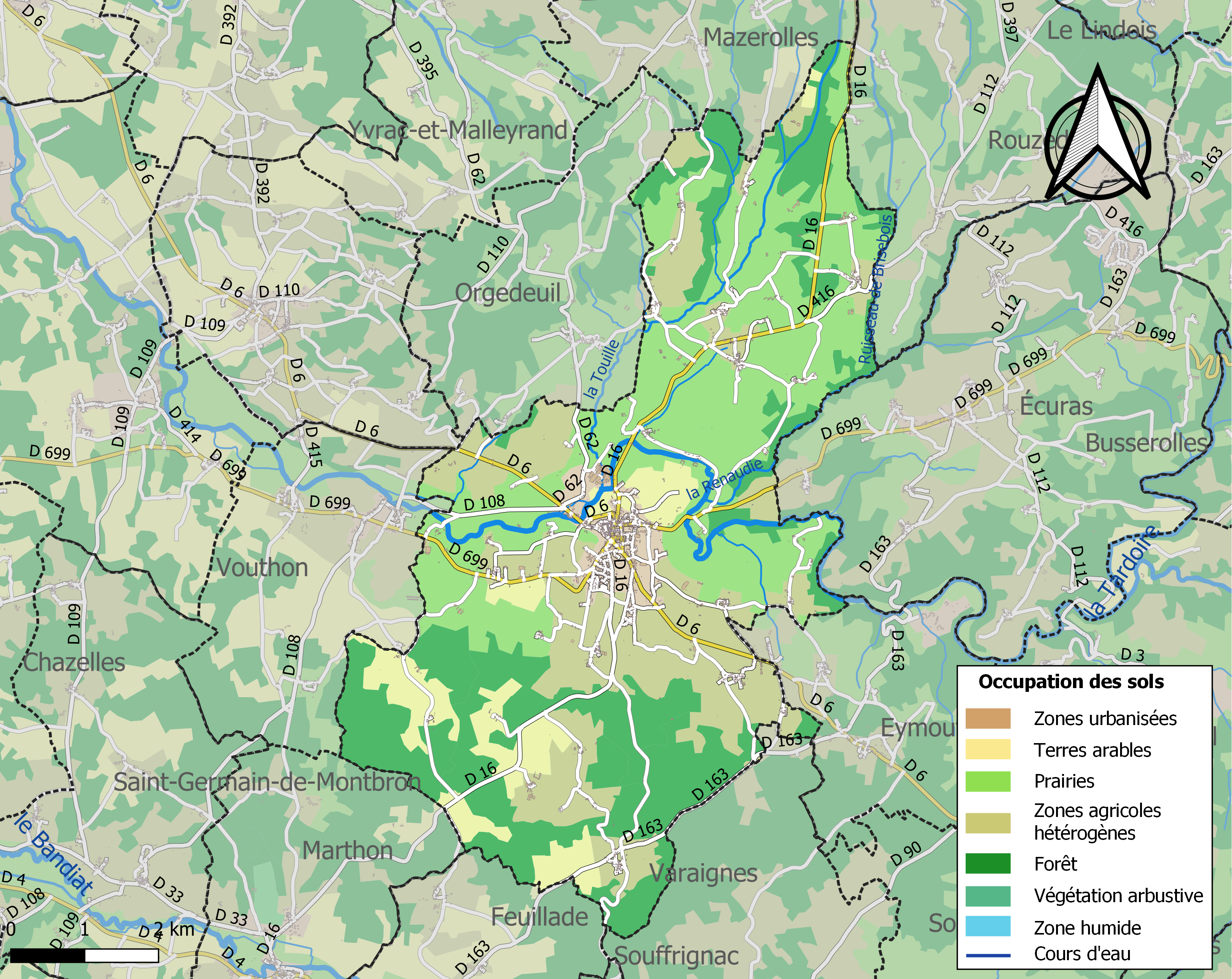
Bodenbedeckung in Montbron

Die Bodenbedeckung der Gemeinde Montbron schlüsselt sich im Jahr 2018 gemäß der europäischen Datenbank CORINE Land Cover (CLC) wie folgt auf:
- Wiesen – 34,7 %
- Wälder – 28,3 %
- heterogene landwirtschaftliche Nutzung – 24,7 %
- Ackerland – 8,3 %
- Städtebaulich beansprucht – 3,1 %
- Industrie, Handel, Verkehrswege – 1,0 %.

Die landwirtschaftliche Nutzung (inklusive Ackerland und Wiesen) steht eindeutig im Vordergrund, sie ist aber von 69,0 % im Jahr 1990 auf 67,7 % im Jahr 2018 leicht zurückgegangen.

## Hydrographie
Montbron wird von der Tardoire von Ost nach West in recht großen Mäanderschleifen umflossen – einem Nebenfluss der Charente vermittels der Bonnieure. Die Tardoire tritt nordöstlich von Montbron aus der kristallinen Gesteinszone, berührt dann die Ville basse – wie die in der Talung gelegene Unterstadt von Montbron genannt wird – und fließt dann nach Nordwesten in Richtung La Rochefoucauld. Die Tardoire empfängt im Gemeindegebiet zwei rechte Nebenflüsse – La Renaudie und La Touille –, die beide vom Massif de l’Arbre gen Südsüdwesten herabfließen.

### Klima
Das Klima in Montbron ist wie im Süden und Westen der Charente ein ozeanisches Seeklima aquitanischer Prägung.

## Geologie

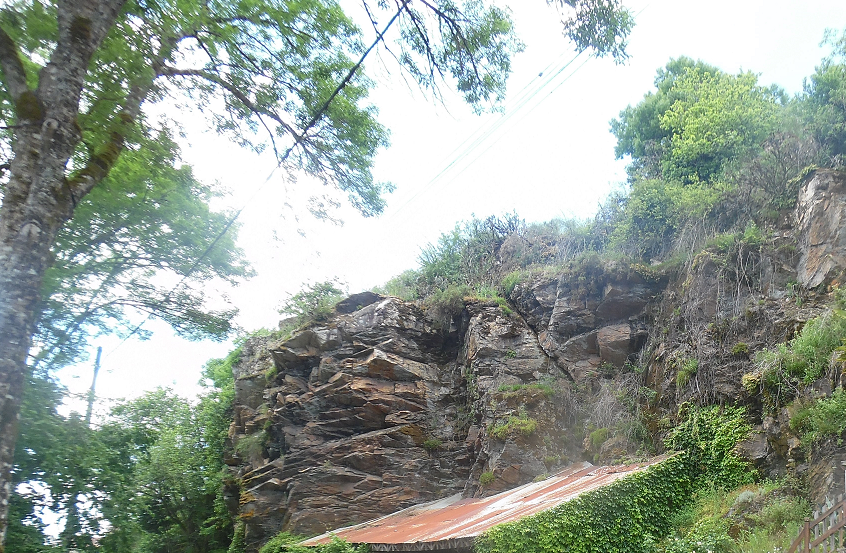
Die Mazerolles-Schiefer auf der rechten Talseite der Tardoire bei La Forge, Montbron

Die Gemeinde Montbron liegt im Übergangsbereich zwischen dem kristallinen Grundgebirge des nordwestlichen Massif Central und den darüber transgredierenden jurassischen Sedimenten des nordöstlichen Aquitanischen Beckens. Das auf die Variszische Orogenese zurückgehende Kristallin erscheint in zwei Einheiten – Gesteinen des Saint-Mathieu-Doms und dem deutlich weniger metamorphem Mazerolles-Schiefer. Die flach liegenden jurassischen Sedimente bestehen aus Unterjura und Mitteljura. Darüber folgen aus dem Zentralmassiv heraustransportiertes, kontinentales Tertiär und quartäre Lockersedimente der Hanglagen und Talungen.
Die Grundgebirgsgesteine werden eindeutig vom Saint-Mathieu-Leukogranit beherrscht, der hier in seiner tektonisch zerscherten Fazies (Roussines-Granit) und seiner mittelkörnigen Fazies (Champniers-Reilhac-Granit) auftritt. Der Roussines-Granit folgt vorwiegend dem Tal der La Renaudie in nordöstlicher Streichrichtung. Der Champniers-Reilhac-Granit ist beidseitig entlang der Tardoire aufgeschlossen. Stromaufwärts ist unmittelbar an der östlichen Gemeindegrenze gerade noch migmatitischer Gneis (Metatexit) zu sehen. Die Mazerolles-Schiefer stehen im Norden der Gemeinde in den Zuflüssen der La Touille an.
Auf das Grundgebirge transgrediert Unterjura (Hettangium, Pliensbachium und Toarcium). Das bis zu 20 Meter mächtig werdende Hettangium baut sich aus Arkosen, rötlichen kryptokristallinen Dolomiten und Oolithkalken auf. Das Sinemurium fehlt wahrscheinlich. Pliensbachium und Toarcium werden an die 10 Meter mächtig und bestehen aus grauen Tonsteinen und Mergeln. Anstehend ist der Unterjura entlang der linken Talseite der Tardoire nordöstlich und östlich von Montbron, an der rechten Talseite der La Renaudie und beiderseits der La Touille und ihren beiden Oberläufen.
Die Stadt Montbron ist auf Mitteljura (rekristallisiertes Mittleres Bajocium) erbaut. Auf das Mittlere Bajocium folgen Oberes Bajocium, Unterbathon sowie Oberbathon. Der Mitteljura mit einer Gesamtmächtigkeit von gut 70 Meter besteht im Wesentlichen aus körnigen Kalken. Er bedeckt praktisch den gesamten Südteil der Gemeinde und umgürtet in seiner rekristallisierten Fazies die Talhänge der La Touille.
Die Jurasedimente werden dann ihrerseits von tertiärem Kolluvium verdeckt – kontinentale Plateusedimente bestehend aus einer sandig-tonigen Matrix mit eingebetteten Kiesgeröllen aus überwiegend reinem Quarz. Im Süden der Gemeinde findet sich in Hanglagen auch pleistozänes Kolluvium. Über dem Kolluvium liegen die Ablagerungen eines fossilen tertiären Flusslaufs, der von Eymouthiers herüberkommend den Hochlagen der Gemeinde im Süden folgt. Sein Alter ist nicht datiert, angenommen wird jedoch der Zeitraum Eozän bis Pliozän bzw. Miozän bis Pliozän. Die Tardoire fließt in holozänem Alluvium – vorwiegend sandige Tone mit aus dem Grundgebirge stammenden Kiesgeröllen. Auf seiner rechten Talseite hat der Fluss eine unterpleistozäne Hochterrasse und eine mittelpleistozäne Mittelterrasse an der westlichen Gemeindegrenze zurückgelassen.

## Umwelt

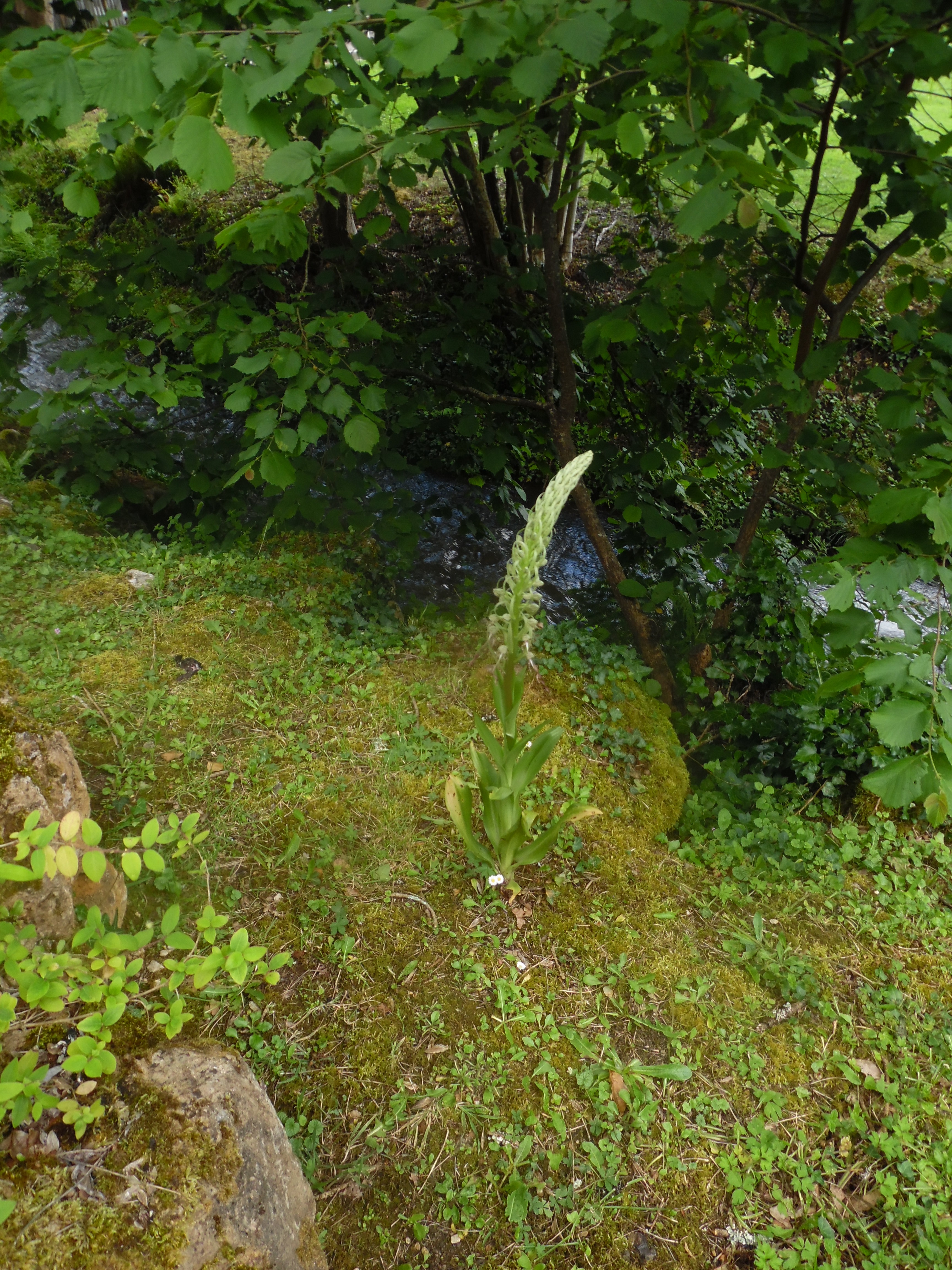
Eine Bocks-Riemenzunge (Himantoglossum hircinum) am rechten Flussufer der Tardoire

Die Wälder der Karstböden bestehen vor allem aus Eichen und Kastanien.
Das Naturschutzgebiet Réserve naturelle régionale de la vallée de la Renaudie (Tal der La Renaudie) gehört teilweise zur Gemeinde Montbron.

### Fernwanderwege
Folgende Fernwanderwege queren das Gemeindegebiet von Montbron:
- der GR 4 von Royan nach Grasse und
- der GR de Pays Entre Angoumois et Périgord, der das Angoumois mit dem Périgord verbindet.

## Geschichte

### Frühgeschichte
Die Region um Montbron war in prähistorischer Zeit bewohnt, wie archäologische Funde (heute im Musée de l’Homme in Paris) beweisen. Artefakten stammen überwiegend aus den beiden Höhlen Grotte de Fontéchevade und Grotte de Montgaudier. Fontéchevade reicht rund 150.000 Jahre bis ins Tayacien zurück, während Montgaudier etwas jünger ist und Moustérien führt. In beiden Höhlen wurden die Reste von Homo sapiens als auch von Neandertalern entdeckt. Spuren von Neolithikum und der Glockenbecherkultur sind aus Montgaudier bekannt. Fontéchevade wurde in der Bronzezeit als kollektive Grabstätte genutzt und enthält ferner einige Artefakten aus der Latènezeit (La Tène III).

### Antike
Während der Römerzeit stand in Montbron wahrscheinlich ein Oppidum. Eine römische Villa urbana wurde auf dem Plateau  zwischen Courtillas und Lavaud entdeckt. Mosaikreste hiervon sind jetzt im Musée de la Société archéologique et historique de la Charente in Angoulême zu sehen.

### Mittelalter
Im frühen Mittelalter verleibte Chlodwig I. die Region dem Frankenreich ein. Sein Enkel Chilperich I. schickte 567 den Ritter Berulphus zur Befriedung der Region Angoumois. Dieser baute auf einem Hügel über der Tardoire eine schwer bewachte hölzerne Festung und nannte sie Mons Berulphus. Daraus wurde Montberoulf, dann Montberon und schließlich Montbron.
Im 9. Jahrhundert gehört das Land dem Kloster Saint Cybard. im 10. Jahrhundert wurde es Hauptsitz der Grafen von Montbron.
Im Mittelalter lag Montbron an einem Jakobsweg. Montbron gehörte in dieser Zeit den Grafen von Lusignan, später übernahmen die Grafen von Montmorency die Herrschaft. Im 17. Jahrhundert fiel Monbron an Henri-Auguste de Loménie, Außenminister unter Ludwig XIV. Danach gehörte das Land dem Seneschall Étienne de Chérade. Sein Sohn Alexandre-Etienne Chérade floh während der Revolution nach Spanien. Sein Besitz wurde Eigentum der Republik Frankreich.

## Bevölkerungsentwicklung
| Jahr | Einwohner |  |
| 1962 | 2469      |  |
| 1968 | 2383      |  |
| 1975 | 2541      |  |
| 1982 | 2604      |  |
| 1990 | 2422      |  |
| 1999 | 2241      |  |
| 2005 | 2193      |  |
| 2010 | 2158      |  |
| 2015 | 2060      |  |
| 2016 | 2043      |  |
| 2017 | 2028      |  |
| 2018 | 2017      |  |

Quelle: INSEE
Die Bevölkerung erreichte in Montbron im Jahr 1982 ihren letztmaligen Höhepunkt (der absolute Höhepunkt war im Jahr 1886 erreicht worden), um dann mehr oder weniger konstant bis 2018 zurückzugehen.

## Bürgermeister
Amtierender Bürgermeister von Montbron ist seit 2004 der Landwirt Gwenhaël François, der ursprünglich der PS angehörte, dann aber zu LREM überwechselte.

## Sehenswürdigkeiten
Die romanische Kirche Saint-Maurice stammt aus dem 12. Jahrhundert. Sie wurde im 19. Jahrhundert renoviert und 1862 als Baudenkmal eingestuft.
Marguerite de Rohan, Gräfin von Angoulême erbaute das Schloss Montbron wahrscheinlich um 1480, kurz nach dem Hundertjährigen Krieg. Das aus Steinen der alten Festung innerhalb der Stadtmauern erbaute Schloss ist seit 1985 Baudenkmal.
Außergewöhnlich ist der polygonale Turm.

## Städtepartnerschaft
- Askeaton, Republik Irland

## Persönlichkeiten
- François-Alphonse Aulard (1849–1928), Historiker und Autor

## Photogalerie

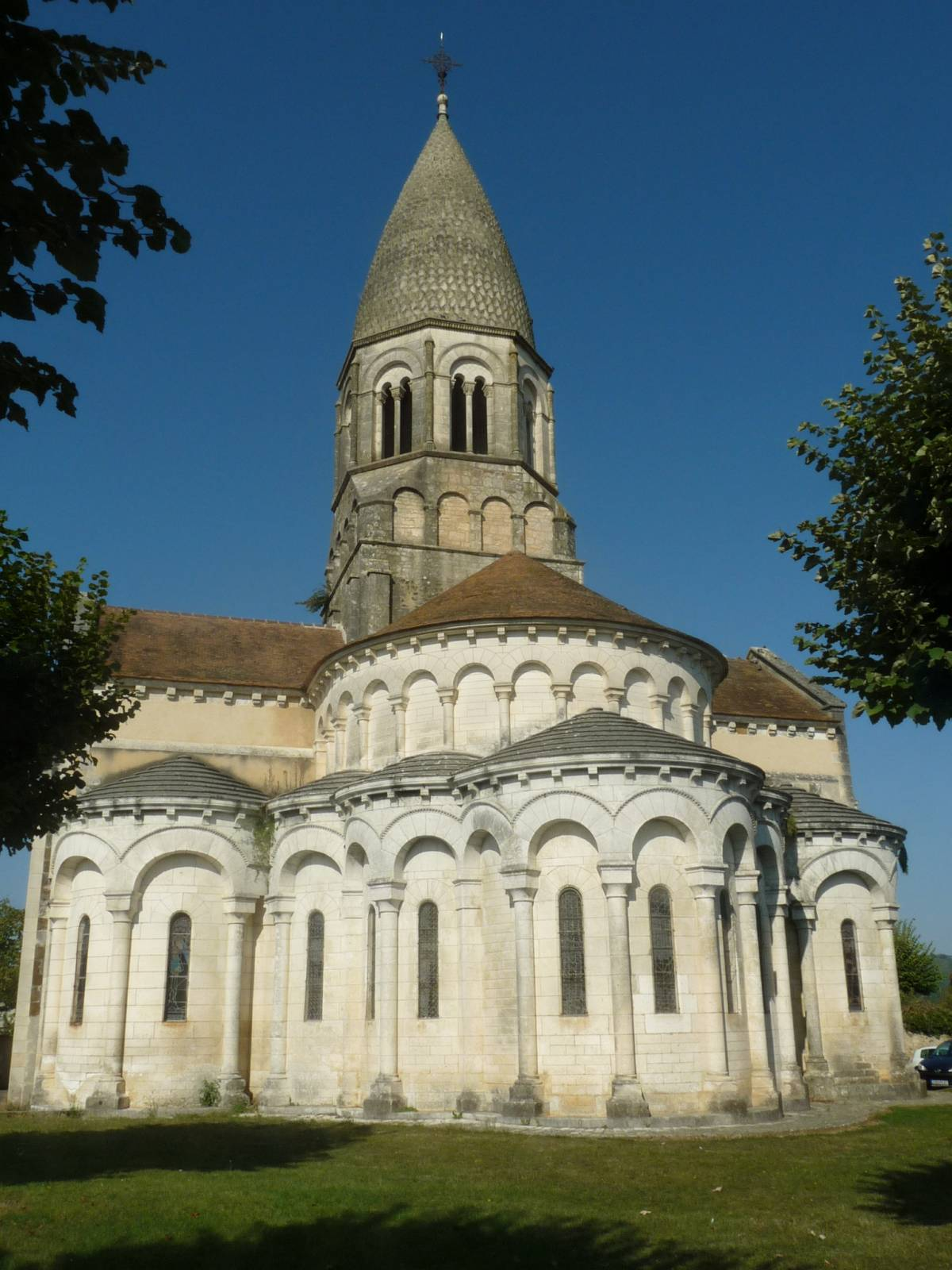
Die Kirche Saint-Maurice mit ihrem charakteristischen Turm
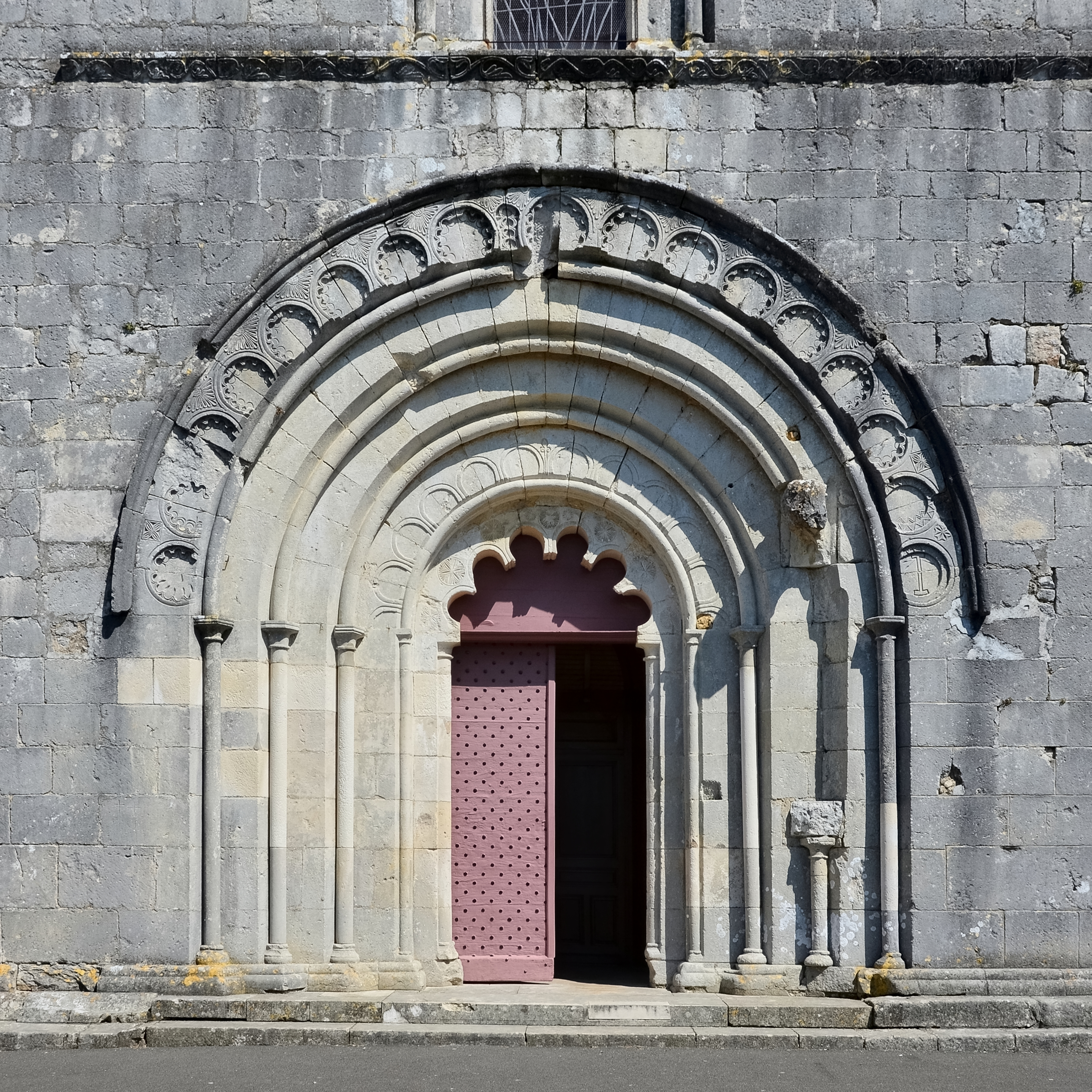
Westportal von Saint-Maurice
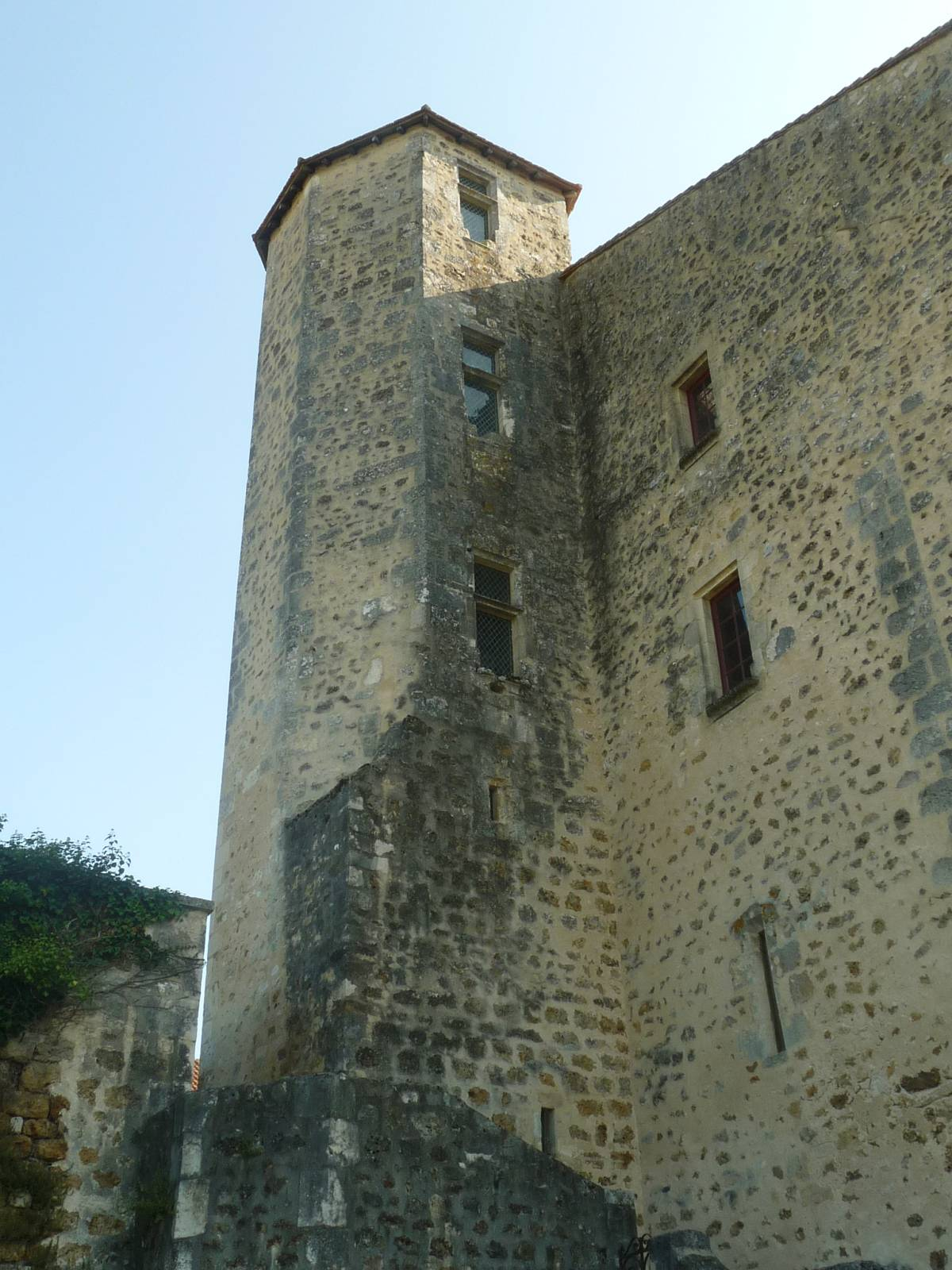
Der polygonale Turm des Schlosses
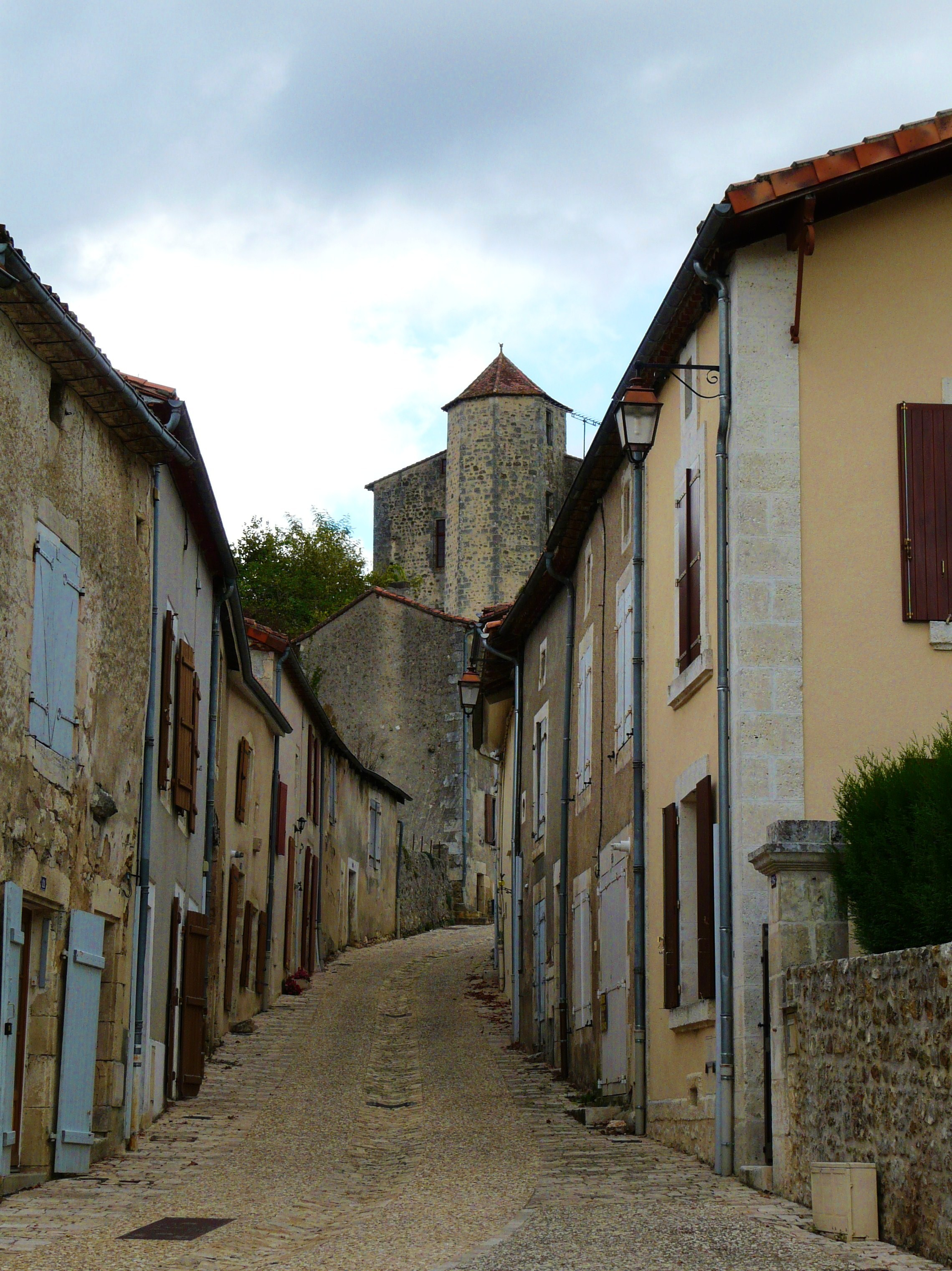
Rue Barbacanne unterhalb des Schlosses
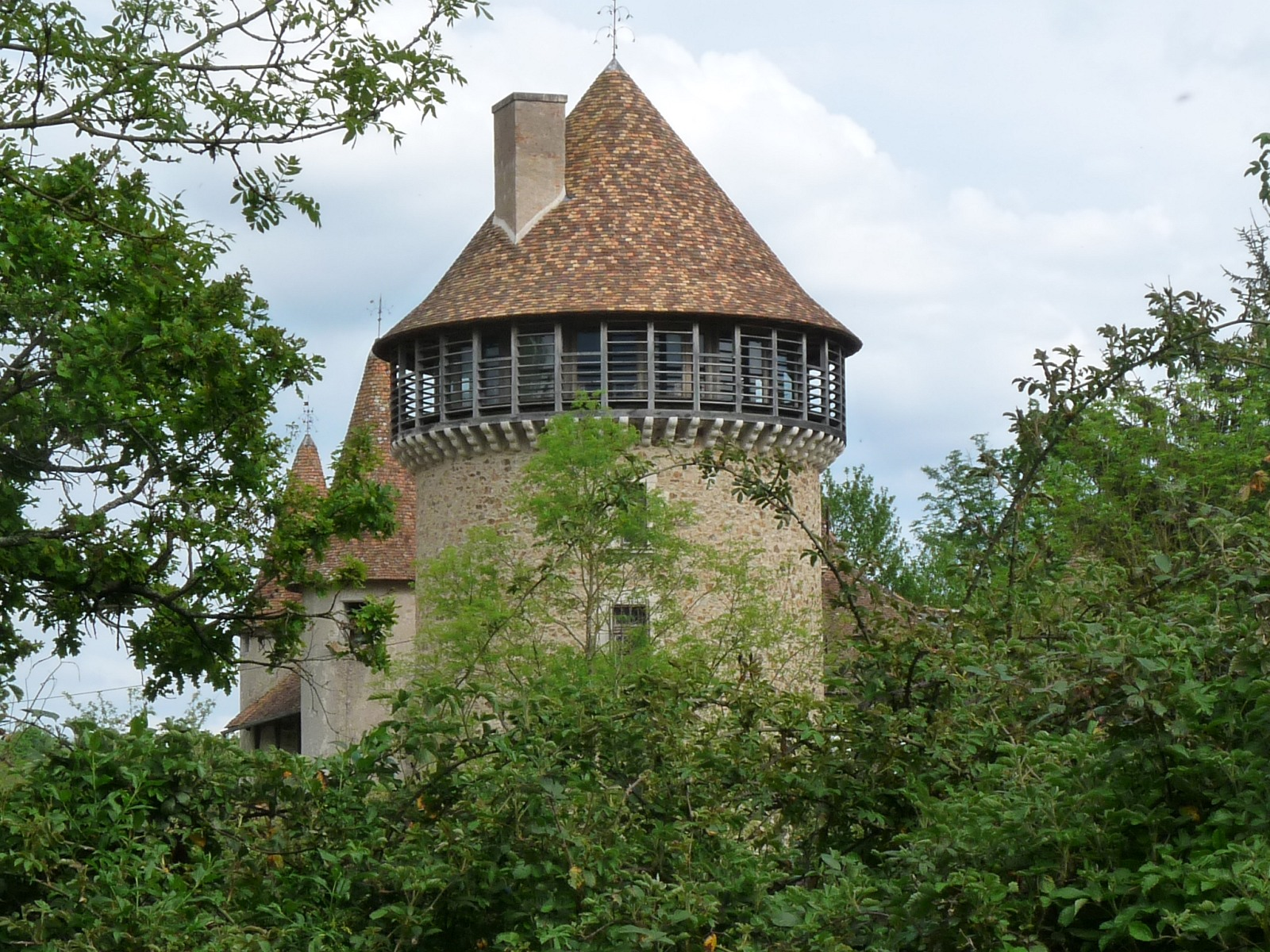
Restaurierter Turm des Château de Chabrot
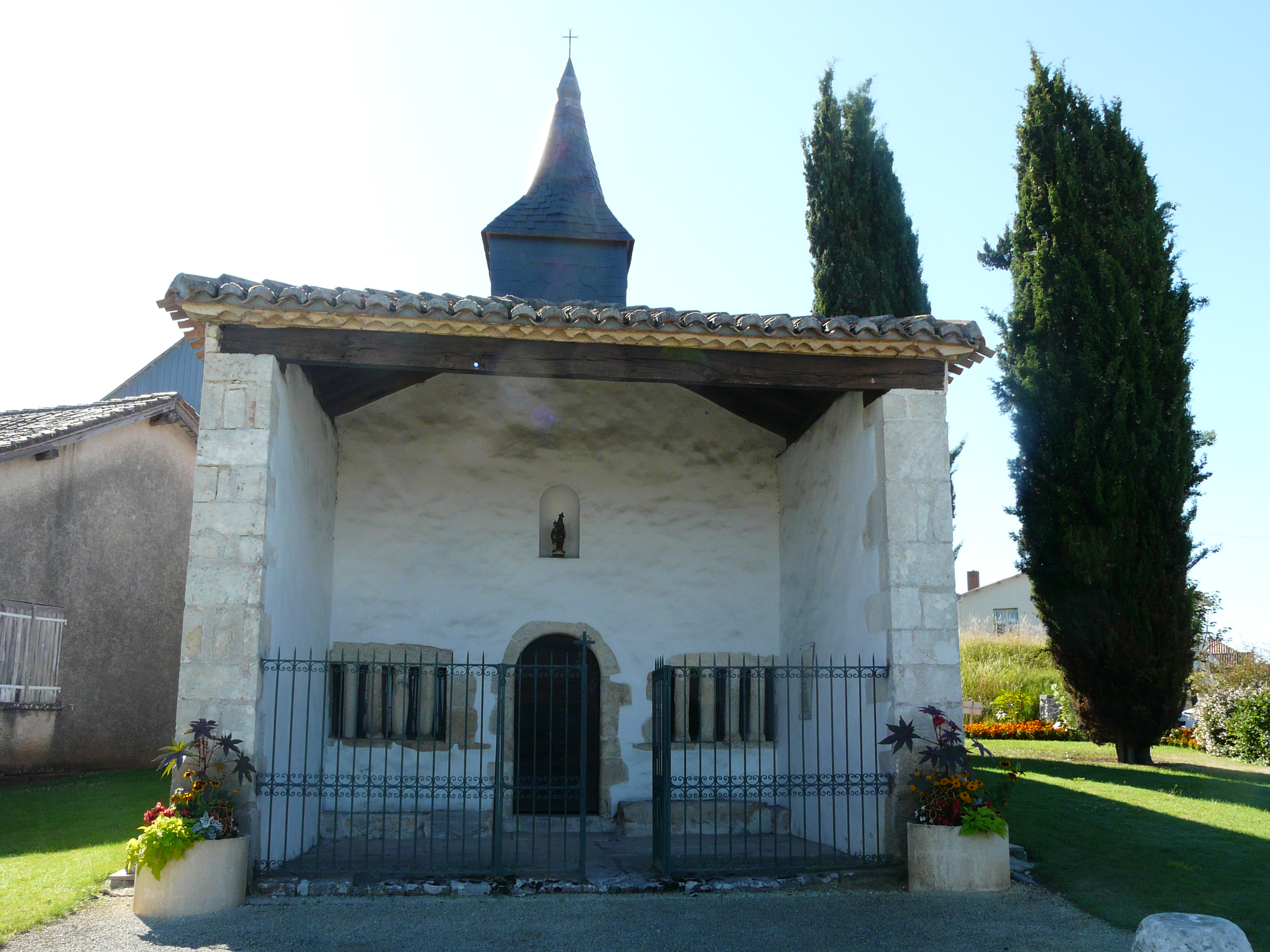
Kapelle der Leprakranken
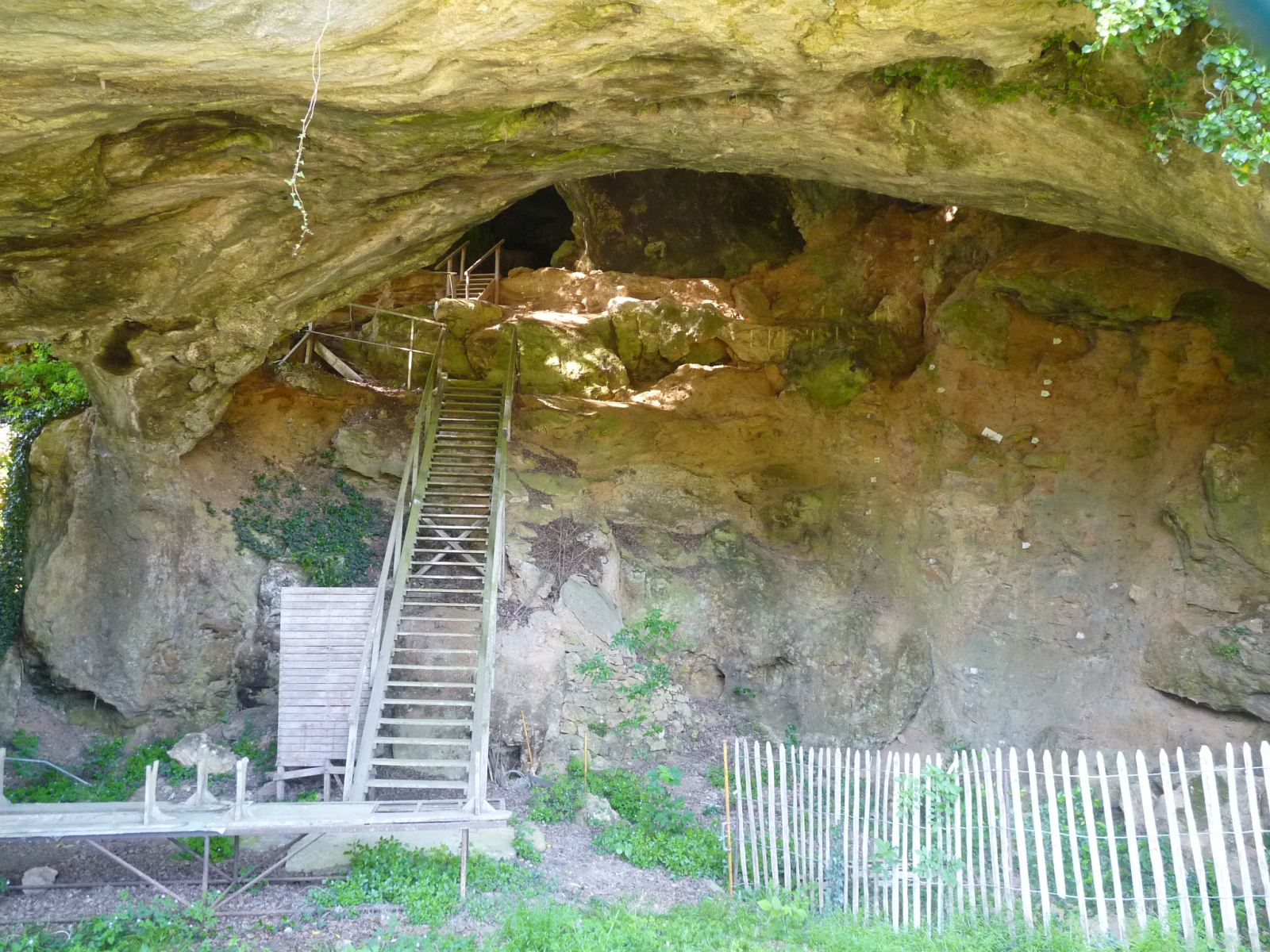
Grotte de Montgaudier
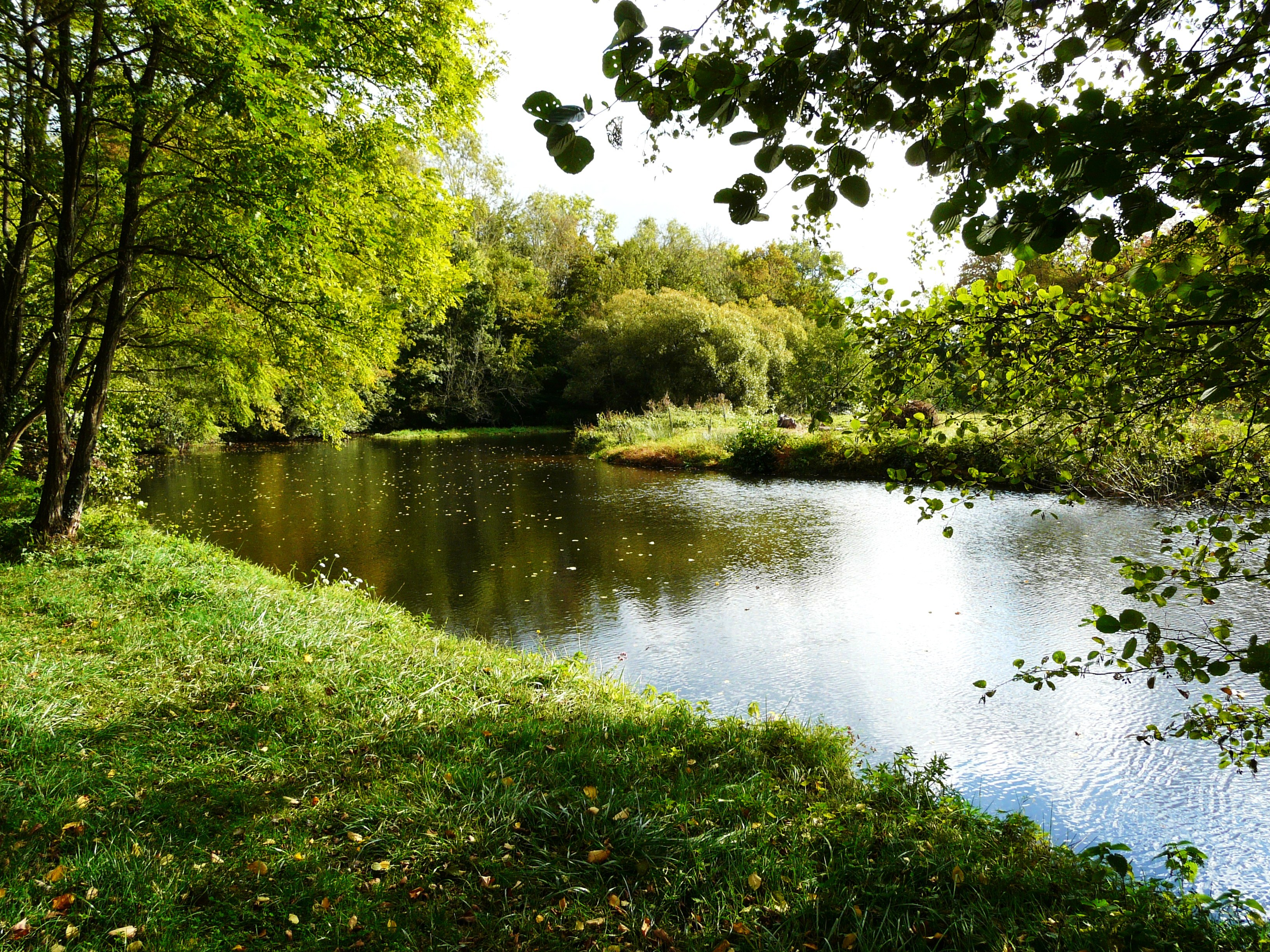
Die Tardoire oberhalb vom Moulin Chabrot